# ناوشکن کلاس کامیکاز (۱۹۰۵)
ناوشکن کلاس کامیکاز (۱۹۰۵) (به انگلیسی: Kamikaze-class destroyer (1905)) یک کلاس از کشتی است که طول آن ۶۹٫۲ متر (۲۲۷ فوت) می‌باشد.